# Procephalothrix filiformis
Procephalothrix filiformis är en djurart som tillhör fylumet slemmaskar, och som först beskrevs av Johnston 1828.  I den svenska databasen Dyntaxa används istället namnet Cephalothrix filiformis. Enligt Catalogue of Life ingår Procephalothrix filiformis i släktet Procephalothrix och familjen Cephalothricidae, men enligt Dyntaxa är tillhörigheten istället släktet Cephalothrix, och ordningen Palaeonemertea. Arten är reproducerande i Sverige. Inga underarter finns listade i Catalogue of Life.